# Robinson Crusoé
Robinson Crusoé (título original en francés; en español, Robinson Crusoe) es una opéra-comique en tres actos y 5 escenas con música de Jacques Offenbach y libreto en francés de Eugène Cormon y de Hector Crémieux. Se estrenó el 23 de noviembre de 1867 en la Opéra-Comique de París.
Para la gran aria de Robinson Voir, c'est avoir, los libretistas citaron un extracto de la canción les Bohémiens de Pierre-Jean de Béranger.
En las estadísticas de Operabase aparece con solo una representación en el período 2005-2010. 

## Grabaciones
Una sola grabación, en lengua inglesa, está disponible comercialmente:
- Alun Francis (dir.), John Brecknock (Robinson), Yvonne Kenny (Edwige), Sandra Browne (Vendredi), Geoffrey Mitchell Choir, Royal Philharmonic Orchestra – Opera Rara, 1998

Se encuentra igualmente un extracto de Robinson Crusoé en la grabación de Natalie Dessay, Airs d'opéras français – EMI Classics 2007 (n°14, Valse chantée), grabado ya en estudio por Joan Sutherland con anterioridad.